# La notte dei desideri
La notte dei desideri, ovvero Il satanarchibugiardinfernalcolico Grog di Magog è un libro per ragazzi scritto da Michael Ende. Dal libro è stata tratta una serie a cartoni animati, andata in onda in Italia col titolo Grog di Magog.

## Trama
Il gatto Maurizio (che si fa chiamare Maurice de Sainte-Maure ed afferma di essere stato un menestrello) e il corvo Jacopo Gracchi sono stati inviati dal Gran Consiglio riunito di tutti gli animali a spiare due maghi chiamati Belzebù Malospirito e sua zia Tirannia Vampiria che hanno come missione la rovina del mondo. I due maghi lavorano per conto del diavolo, che dà loro poteri illimitati, pretendendo in cambio l'adempimento annuale di impegni contrattuali, che consistono in disgrazie da rovesciare sul pianeta e sugli uomini.
A poche ore dalla mezzanotte, l'ultimo dell'anno, un impiegato infernale, il signor Verme, si presenta da Malospirito e Tirannia, ricordando loro che sono ancora lontani dall'adempimento degli impegni contrattuali, e che devono affrettarsi, se non vogliono essere condotti all'Inferno.
I due stregoni decidono di creare una pozione, il "satanarchibugiardinfernalcolico Grog di Magog", che ha la straordinaria funzione di esaudire per ogni sorso l'esatto contrario di un desiderio. Questo potere però scade con il primo rintocco delle campane dell'anno nuovo, facendo in modo che ogni desiderio non si trasformi più nel proprio contrario, ma si avveri alla lettera. Mentre i due maghi sono impegnati a preparare la pozione, il gatto e il corvo vanno in città per trovare il modo di fermarli, e arrivano fino al campanile del duomo, dove incontrano San Silvestro.
San Silvestro decide di aiutarli, e suona per loro la prima nota dei rintocchi di mezzanotte: infatti, spiega San Silvestro, nell'Eternità non sempre la causa precede l'effetto, quindi la nota che lui regala agli animali anche se risuonerà a mezzanotte produrrà il suo effetto prima proprio a causa del suo gesto. Questa nota ha la forma di un pezzetto di ghiaccio in cui splende una luce. Maurizio e Jacopo tornano nella casa, volando alla velocità del suono grazie alla nota, e la lasciano cadere nel Grog, senza farsi vedere dal mago e dalla strega, annullando così le proprietà invertitrici dell'infernale bevanda.
Belzebù e Tirannia utilizzano la pozione, esprimendo desideri per la pace e la salvezza della Terra senza sapere che i loro desideri si realizzeranno, parola per parola. Inoltre esprimono dei desideri ai danni del gatto e del corvo, augurando loro salute, bellezza e forza illimitata. Ma quando i desideri si avverano alla lettera e il gatto (fin lì intontito dai sonniferi di Malospirito) e il corvo (sempre pieno di reumatismi) diventano pieni di forza e belli d'aspetto, mago e strega non capiscono perché ciò accada, in quanto il Grog ha un'alta gradazione alcolica e loro sono ormai ubriachi fradici.
Convinti ciascuno che il responsabile del fallimento sia l'altro, i due maghi si benedicono a vicenda diventando buoni. Comprendendo però che ormai sta per scoccare la mezzanotte e il signor Verme sta per tornare, bevono un ultimo sorso del Grog per tornare come prima, ma è troppo tardi. 
Alla fine i due vengono riportati all'Inferno: l'umanità è salva. Il gatto e il corvo tornano dal Gran Consiglio. Maurice de Sainte-Maure, che si fa chiamare nuovamente così, grazie al Grog è, tra l'altro, finalmente diventato un grande cantante, come ha sempre sognato.

## Edizioni
- Michael Ende, La notte dei desideri, traduzione di E. Dell'Anna Ciancia - R. Carpinella Guarneri, collana Teadue, TEA, 1998,  p. 266, ISBN 88-7818-416-0.
- Michael Ende, La notte dei desideri, traduzione di E. Dell'Anna Ciancia- R. Carpinella Guarneri, collana Gl'Istrici, Salani, 2015, pp. 256, ISBN 8869182193.